# Герборн (Рейнланд-Пфальц)
Герборн (нім. Herborn) — громада в Німеччині, розташована в землі Рейнланд-Пфальц. Входить до складу району Біркенфельд. Складова частина об'єднання громад Геррштайн.
Площа — 2,46 км2. Населення становить 495 ос. (станом на 31 грудня 2020).